# Венеційська маска

Сучасні венеційські маски

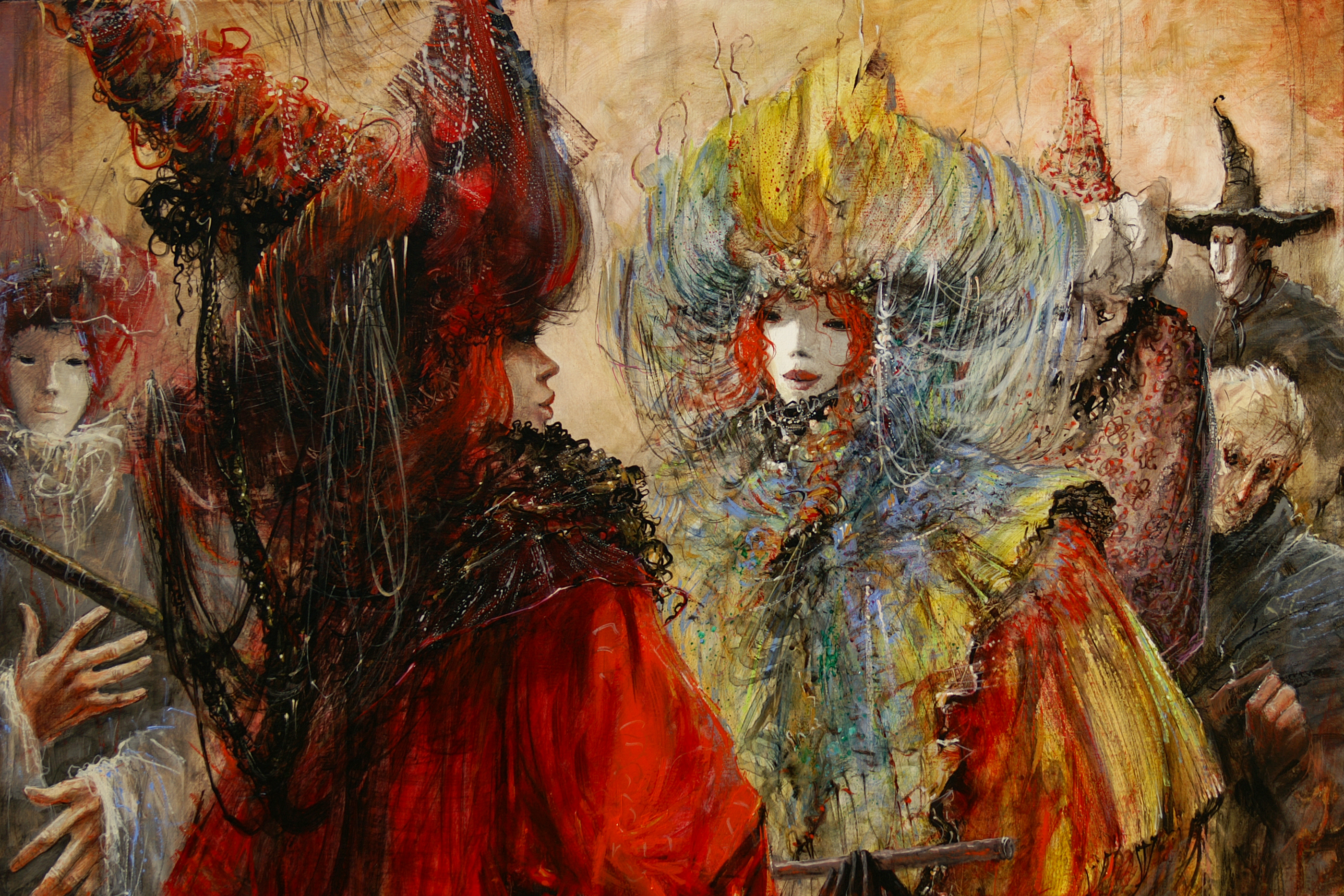
Карнавальні мотиви ілюстратора Марселя Ніно Пажо

Венеці́йська ма́ска (італ. Maschera di Venezia) - маскарадна маска, традиційний символ щорічного Венеційського карнавалу. 
Маски виготовляються у стилізованій формі людського обличчя або звіриної морди. Закривали обличчя, щоби приховати особу власника, його соціальний статус, стать, релігію. Маска дозволяла діяти більш вільно і розкуто у стосунках з іншими членами суспільства. 
Їх, як правило, носили під час карнавалу (Carnevale), але також використовували в інших випадках, як романтичних, так і злочинних. Це призвело до заборони носіння масок поза карнавалом незадовго до занепаду Венеційської республіки.

## Історія

Карнавальні персонажі у масках баута і моретта. Фрагмент картини П'єтро Лонгі. Венеція, 1751 р.

Історія венеційської маски сягає у глибину століть. Школа масок існувала вже в 1271 р. Їх виготовляли з глини, пап'є-маше, борошняного клею, марлі і фарби. Після підготовки моделі, майстри приступали до розпису і прикрашання маски малюнками, вишивкою, бісером, пір'ям тощо. Професія майстра масок (mascareri) була визнана конституцією від 10 квітня 1436 р., що зберігається в Державному архіві Венеції.
У 1773 р. офіційно працювало 12 крамниць масок з 31 працівником. 
Носіння маски в повсякденному житті постійно обмежувалось. Заборонялось у масках відвідувати церкви, ходити у ночі і під час епідемії чуми. З 1458 р. також не дозволялось перевдягнутим у жіноче вбрання чоловікам входити у монастирі. Водночас їх широко використовували  повії і відвідувачі борделів. 
У серпні 1608 р. Рада десяти заборонила носити маски протягом тривалого періоду. Відтак маски можна було використовувати тільки під час карнавалу або на офіційних бенкетах. За порушення закону чоловіків засуджували до двох років ув'язнення і грошового штрафу, а жінок публічно сікли на площі Сан Марко з подальшим вигнанням на чотири роки з території республіки.

## Види масок

Баута. Олександр Головін, ескіз 1917 р.

Н'яґа. Джованні Ґревемброк, акварель XVIII ст.

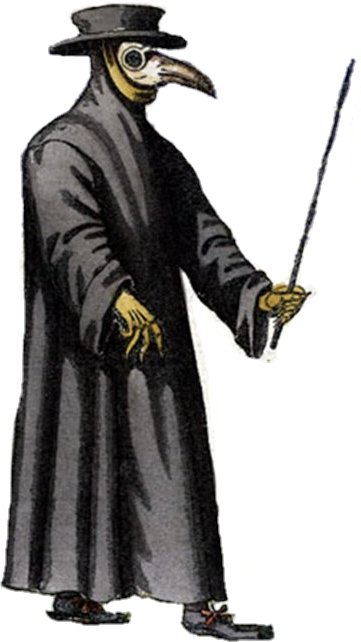
Лікар Чуми

Багато карнавальних масок  походять з масок італійської комедії дель арте, особливого різновиду вуличної вистави. До них належать Арлекін, Бригелла, Коломбіна, Пульчинелла, Серветта та інші персонажі, кожен з яких відрізнявся визначеним характером, стилем поведінки і манерою одягатися. До класичних масок, не пов'язаних з театром, належать Баута, Лікар Чуми, Вольт. 

### Баута
Бау́та (італ. Baùta) — одна з найбільш поширених і популярних масок, що була відома з XVII ст. Назва, імовірно, походить від італ. bau або babau - вигадане чудовисько, яким лякали маленьких дітей (пор. бабай).
Зроблена у венеційському стилі. Її носили як чоловіки, так і жінки. Нижня частина маски була зроблена таким чином, що людина могла їсти і пити, не розкриваючи обличчя. Різновидом цієї маски була «баута Казанови». До її набору входили, окрім білої маски, чорний трикутний капелюх (tricorno) і довгий темний плащ (tabarro). 
У XVIII ст. баута стала стандартною маскою, носіння якої регулювалося венеційським урядом.  Її носіння було обов'язковим під час ухвалення певних політичних рішень, коли вимагалась анонімність. Право на носіння мали тільки громадяни республіки. Деякі дослідники проводять паралелі з сучасними демократичними процесами, які запроваджують проведення загальних, прямих, вільних, рівних і таємних виборів або голосувань.
Бауту також широко використовували на карнавалах або у театрі. Форма маски забезпечувала повну анонімність. Водночас було заборонено носити з маскою зброю. За виконанням цих правил ретельно стежила поліція.

### Коломбіна
Коломбі́на (італ. Columbina) — багато прикрашена золотом, сріблом, стразами і пір'ям напівмаска. Вона тримається паличкою або пов'язується стрічкою, як і більшість інших венеційських масок. 
Маска була частиною образу однойменної актриси в комедії дель арте. За переказами, актриса була настільки гарна, що не побажала приховувати обличчя, і спеціально для неї створили маску, яка закриває лише частину обличчя. 

### Моретта
Морре́та (італ. Moretta) — овальна маска з чорного оксамиту, матеріалу, що, як правило, носили жінки католицьких жіночих шкіл. Походить з Франції, згодом стала популярною у Венеції. Підкреслювала особливості жіночої краси. «Moretta» (смаглявка) або «Servetta muta» (німа служниця) — найзагадковіша і найромантичніша маска. Її також називали «Втіхою чоловіків», бо на місці рота у маски зсередини був невеликий шпеник, який доводилося затискати зубами, щоб тримати маску перед особою. За словами Казанови, такі маски робили жінок загадковими і мовчазними. Це маска таємничої незнайомки, яка приховує свої обличчя і голос. 

### Н'яґа
Н'яґа (італ. Gnaga) — жіночий одяг, у який перевдягались чоловіки. Для переоблачення використовувався також кошик і маска кішки. Власне, Gnaga походить від «gnao» (нявкання), оскільки чоловіки, видаючи себе за жінок, розмовляли награним фальцетом. 

### Вольто (Ларва)
Во́льто або Ла́рва (італ. Volto або Larva) — переважно біла маска. Носять з трикутним капелюхом і плащем. Відома ще як «Громадянин» (Citizen), оскільки її носили в дозволені дні пересічні городяни. Вважається, що з лат. larva означає привид. А volto перекладається як «обличчя».
Маски, що виготовлялися з тонкого сукна, просоченого воском, були легкими та зручними для носіння протягом тривалого часу. Як баута, форма маски дозволяла власнику легко дихати, пити і говорити, не знімаючи її.

### Лікар Чуми
Медіко делла Песте (італ. Medico Della Peste) — маска лікаря (доктора) чуми з довгим дзьобом. Одна із найдивніших і найбільш пізнаваних венеційських масок. Її придумав французький лікар Шарль де Лорме (1584-1678) для захисту від бактерій під час епідемії чуми. Довгий ніс набивався зсередини дезінфікуючими солями і ароматичними рослинами, такими, як розмарин, часник, ялівець. Очі прикривали окулярами. 
Італійці ж запозичили цю маску, щоб захиститися від жахливого смороду, що вразив Венецію у 1630-х рр. Карнавальний костюм включав також довгий чорний плащ, білі рукавички і палицю (для переміщення пацієнтів, не торкаючись зачумлених руками).
Персонаж Доктора на карнавалі пов’язаний із нагадуванням про смерть і марність життя («Memento mori»). 